# О’Хиггинс, Амбросио
Амбросио О’Хиггинс, 1-й маркиз Осорно, 1-й барон Болинари (исп. Ambrosio O'Higgins, англ. Ambrose O'Higgins, ирл. Ambróis Ó hUigínn; 1720, Болинари, Слайго, Ирландия — 19 марта 1801, Лима, Перу) — испанский военный и колониальный чиновник ирландского происхождения. Находился на посту губернатора Чили (1788—1796) и вице-короля-Перу (1796—1801). Национальный герой Чили, борец за независимость Бернардо О’Хиггинс был незаконнорождённым сыном Амбросио О’Хиггинса.

## Ранняя жизнь
Амбросио О’Хиггинс родился в Ирландии в городе Болинари (графство Слиго) и происходил из древнего аристократического рода. Его семья владела крупными наделами земли в графствах Слиго, Уэстмит и Мейо, но после вторжения Кромвеля в Ирландию большинство наделов было отобрано. Из-за политики Великобритании в отношении ирландских католиков семья О’Хиггинс вынуждена была, в конце концов, покинуть свои земли из-за притеснений, и в 1751 году О’Хиггинс уехал в католическую Испанию в город Кадис, где работал в торговом доме. В 1756 году О’Хиггинс эмигрировал в Испанскую Америку.

## Губернатор Чили
О’Хиггинс прибыл в вице-королевство Рио-де-ла-Плата (современная Аргентина), там он поступил на службу в испанские колониальные органы власти, сначала он работал чертёжником, а потом уже стал инженером-кораблестроителем.
Вскоре другой ирландский наёмник на службе у испанцев, Джон Гарланд, убедил его переехать в Чили, где, как он считал, его карьера быстрее пойдёт в гору. Карьерный рост О’Хиггинса действительно пошёл в гору, и в 1788 году О’Хиггинс стал губернатором Чили.
Его правление в Чили считают одним из самых удачных периодов в развитии колонии, удачно приспособившись к условиям, которые выдвигали в метрополии, О’Хиггинсу удавалось успешно сочетать деспотичный стиль правления с прогрессом в экономике колонии. В число его заслуг в колонии относят развитие рыбной ловли, сельского хозяйства, а также горной промышленности.
В заслуги ему ставится также отмена трудовой повинности среди коренного населения Чили, которая произошла в 1791 году.
В правление О’Хиггинса и при его активном участии были основаны города Ильяпель, Комбарбала, Вальенар и Лос-Андес.
Проводя политику мира в отношении коренного населения, ему удалось расширить фактические территории колонии и основать на юге страны такие города как Конститусьон, Линарес, Парраль. Также им был восстановлен город Осорно, за это впоследствии он получил титул маркиза Осорно. В городах Сантьяго и Вальпараисо в его правление была значительно улучшена инфраструктура, а также построена дорога между этими крупнейшими городами страны, часть этой дороги используется до сих пор.
Во время его губернаторства в Чили он имел отношения с Исабель Рикельме из креольской аристократической семьи, которая родила ему сына Бернардо О’Хиггинса. Хоть Амбросио О’Хиггинс никогда официально и не признал сына, но оплатил ему учёбу в Англии, а также оставил ему в наследство имущество в Перу и Чили. Бернардо О’Хиггинс станет впоследствии лидером борьбы за независимость Чили от испанской короны.

## Вице-король Перу
В 1796 году Амбросио О’Хиггинс был назначен на должность вице-короля Перу. Перу было тогда самой развитой и самой богатой колонией Испании, а становившийся вице-королём был самым известным и влиятельным колониальным чиновником в Испании. Фактически это был высший и самый престижный пост в испанских колониях. Этот пост О’Хиггинс занимал до самой своей смерти в Лиме в 1801 году.

## Память
В честь Амбросио О’Хиггинса названы несколько географических объектов, например, город Вальенар в Чили (Вальенар — испанизированное Болинари).